# Działo 127 mm L/25
Działo 127 mm L/25 (5" /25) – amerykańskie okrętowe działo uniwersalne kalibru 127 mm (5 cali), opracowane z założeniem uzyskania optymalnej dla dział przeciwlotniczych prędkości wylotowej, połączonej z najniższym możliwym momentem bezwładności celem uzyskania możliwości wysokiej i szybkiej elewacji działa przy operowaniu ręcznym.
Lufa działa o długości 25 kalibrów (3175 mm) wraz z przewodem lufy miała masę 955 kilogramów, zaś część gwintowana lufy miała długość 2492,07 mm. Do zadań przeciwlotniczych lufa mogła zostać podniesiona pod kątem 85°; donośność pionowa w takim położeniu wynosiła 8350 metrów, przy strzelaniu pociskiem o masie 24,43 kg o prędkości początkowej 643 m/s i ciśnieniu roboczym 2630 kg/cm².
W 1941 roku działa tego typu zainstalowane były roli artylerii pomocniczej na pancernikach typów Nevada i Colorado oraz ciężkich krążownikach typów Pensacola, Northampton i New Orleans, a także lekkich krążownikach typu Brooklyn. Jako działa artylerii przeciwlotniczej dalekiego zasięgu wyposażone w nie były lotniskowce „Lexington”, „Saratoga” i „Ranger”.
Działo to zostało wyprodukowane w dwudziestu wariantach, od Mark 10/0 do Mark 10/6, od Mark 11/0 do Mark 11/10, Mark 13/0 oraz Mark 17/0 przystosowanym dla okrętów podwodnych.